# 低聚异麦芽糖
低聚异麦芽糖（Isomaltooligosaccharide）又叫分枝低聚糖。是具有拥有α-(1-6)-糖苷键的异麦芽糖的寡糖形式，不能被人消化。包括异麦芽糖、异麦芽三糖、异麦芽四糖、异麦芽五糖和潘糖、黑麴黴糖、麴二糖等。
人类食物特别是发酵食物中常含有低聚异麦芽糖。异麦芽糖是蜂蜜的成分之一。